# Wenn zwei sich streiten (1932)
Wenn zwei sich streiten ist ein deutscher Kurzfilm, den Leopold Lindtberg 1932 für die Pax-Film GmbH Sam Spiegels in Berlin gedreht hat. Das Drehbuch dazu schrieb er zusammen mit Rudolf Frank. Literarische Vorlage war das Gedicht „Gutmann und Gutweib“ von Johann Wolfgang Goethe.

## Handlung
Gutweib hat ihrem Gutmann einen Kuchen gebacken und beide ruhen nun im Bett. Da hören sie, dass die Haustür noch offen ist und klappert. Keiner will aufstehen, um sie zu schließen, so gemütlich haben sie es sich gemacht. Daher gehen sie eine Wette ein: wer zuerst ein Wort spricht, der soll gehen und die Tür zumachen.
Zwei Diebe schleichen sich derweil in das Haus, das offenbar unbewohnt scheint, weil kein Laut zu hören ist, und laben sich an dem Kuchen. Bald dürstet es sie und entdecken eine Flasche Schnaps im Schrank, aus der sie sogleich trinken. Gutmann und Gutweib hören, wie sie schmausen, doch Gutweib schweigt beharrlich. Es ist Gutmann, der nun aufspringt und ihnen, dabei die Regel verletzend und die Wette verlierend, zuruft, sie sollten ihm den Schnaps bezahlen. Nun muss er aufstehen und die Türe verriegeln.

## Hintergrund
Der Kurzfilm, Lindtbergs erste Filmarbeit, war eine Produktion der Pax-Film GmbH Berlin. Die Filmbauten schuf Teo Otto, an der Kamera stand Georges C. Stilly. Der Film lag am 19. Dezember 1932 der Zensurbehörde vor und wurde unter der Nummer B.32776 für jugendfrei befunden. Er wurde auch im italienischen Sprachraum als Quando due litigano aufgeführt.

## Rezeption
Lindtberg soll über den Film gesagt haben: „Il film non è mai uscito ed è scomparso; per me è certo una gran fortuna“ (Der Film wird nicht mehr verliehen und ist verschwunden, für mich gewiss ein großes Glück).